# Новоказанка (Сладковський район)
Новоказа́нка (рос. Новоказанка) — село у складі Сладковського району Тюменської області, Росія.
Стара назва — Білкино.
Населення — 197 осіб (2010, 268 у 2002).
Національний склад станом на 2002 рік:
- росіяни — 73 %